# Bukit Pucuk Alusiwah
Bukit Pucuk Alusiwah är en kulle i Indonesien.   Den ligger i provinsen Aceh, i den västra delen av landet, 1 600 km nordväst om huvudstaden Jakarta. Toppen på Bukit Pucuk Alusiwah är 93 meter över havet.
Terrängen runt Bukit Pucuk Alusiwah är huvudsakligen platt.Runt Bukit Pucuk Alusiwah är det ganska glesbefolkat, med 34 invånare per kvadratkilometer. Trakten runt Bukit Pucuk Alusiwah består till största delen av jordbruksmark.